# معاونت مالی و اقتصاد شهری شهرداری تهران
معاونت مالی و اقتصاد شهری یکی از معاونت‌های هشت‌گانه شهرداری تهران است. فعالیت‌های مربوط به بخش مالی و اقتصادی همین‌طور مدیریت و کنترل هزینه‌های پروژه‌های شهرداری تهران ساختار این معاونت را شکل داده‌است. این معاونت برای پیش‌برد ماموریت‌ها و تحقق اهداف مربوط از شش اداره کل «تشخیص و وصول درآمد»، «اداره کل حسابرسی و مجامع »، «امور مالی و اموال»، ، «پشتیبانی»، «خزانه داری» . «دفتر برنامه‌ریزی و هماهنگی امور اقتصادی» و همچنین دو سازمان، سرمایه‌گذاری و مشارکت‌های مردمی، املاک و مستغلات تشکیل شده‌است. همچنین شرکت سرمایه‌گذاری شهر هم زیرنظر این معاونت فعالیت می‌کند. این معاونت به عنوان یکی از قدیمی‌ترین نهادهای مدیریت شهری در ساختار شهرداری تهران است که در دوره قاجار از آن به عنوان «اداره مالیه» یاد می‌شده‌است. نظم نسق دادن به ساز و کارهای مالی شهرداری تهران اعم از خزانه‌دتری شهرداری، پرداخت حقوق کارکنان، جذب سرمایه‌گذاری‌های داخلی و خارجی در پروژه‌های عمرانی، حمل و نقل، زیست و محیطی و … نظارت بر اموال شهرداری و همچین حسابرسی از صورت‌های مالی و وصول و پرداخت‌های انجام شده در سازمان‌هاو نهادهای مدیریت شهری و در نهایت تعمیر و نگهداری از ساختمان‌های شهرداری از جمله ماموریت‌های بارز این نهاد است. عموماً شهروندان اداره وصول درآمدهای این معاونت را بیشتر از دیگر بخش‌های معاونت مالی و اقتصاد شهر می‌شناسند به اعتبار اینکه اداره وصول درآمدها مسئولیت دریافت عوارض‌های ساخت و ساز، نوسازی، کسب و کار، خودرو و نظایر این را بر عهده دارد. از آغاز تأسیس نهاد مالیه و امور مالی در مدیریت شهری (بلدیه) تا سال ۱۴۰۱ بالغ بر یک صد و هفت تن مسئولیت مدیریت معاونت مالی و اقتصادی شهرداری را بر عهده داشتند.

## معرفی
معاونت مالی و اقتصاد شهر، در کنار معاونت خدمات شهری و محیط زیست از قدیمی‌ترین ارکان مدیریت شهری در شهرداری تهران است؛ سابقه فعالیت آن‌ها به دوره قاجار بازمی‌گردد.
ساختار و مأموریت
معاونت مالی و اقتصاد شهر از اداره‌های کل: امور مجامع و حسابرسی، تشخیص و وصول درآمد، امور مالی و اموال، دفتر برنامه‌ریزی و هماهنگی امور اقتصادی، اداره کل پشتیبانی و دو سازمان املاک و مستغلات، سازمان سرمایه‌گذاری و مشارکت‌های مردمی و شرکت سرمایه‌گذاری شهر تشکیل شده‌است. تأمین منابع مالی و تزریق به موقع نقدینگی به پروژه‌های شهرداری تهران اعم از فرهنگی و اجتماعی، فنی و عمرانی، ترافیک و خدمات شهری مهمترین فعالیت‌های این معاونت است. برخی از مأموریت این معاونت به شرح زیر است.
- تشخیص و تعیین اهداف شهرداری تهران در زمینه‌های مالی و اقتصاد شهری و تعیین خط‌مشی و سیاست‌های اجرایی و ابلاغ برنامه و سیاست‌های مصوب در زمینه مالی و اقتصاد شهری به کلیه واحدها جهت اجرا[۱۵]
- مطالعه و شناخت روش‌های اجرایی برنامه‌های مصوب مالی و انتخاب بهترین روش ممکن جهت انجام تکالیف واحدها و صدور دستورالعمل‌های لازم در این مورد
- نظارت بر حسن اجرای کلیه ضوابط و مقررات مالی در کلیه واحدهای شهرداری تهران
- نظارت بر اداره امور استخدامی شهرداری تهران و اتخاذ تصمیم در مورد نیازهای پرسنلی، استخدام، انتصابات و جابجایی پرسنل با اخذ نظرات هر یک از معاونت‌های شهرداری در شاخه مربوط و کمیسیون ارتباطات[۱۵]
- رسیدگی و اتخاذ تصمیم در مورد پیشنهادها و اصله از واحدهای ذیربط در زمینه وصول درآمد شهرداری تهران و و نظارت بر تهیه و تنظیم طرح‌های لازم جهت تصویب مقام مافوق و مراجع ذیصلاح
- نظارت و تعیین خط‌مشی واحد ذیربط در مورد اداره امور ساختمان‌ها، تأسیسات و سایر وسایل و ملزومات شهرداری تهران و صدور دستورالعمل‌های لازم به منظور استفاده بهتر و صحیح‌تر از کلیه ساختمان‌ها و تأسیسات و وسایل و برنامه‌ریزی جهت کاهش استهلاک و افزایش کارایی آن‌ها[۱۵]
- بررسی و اتخاذ تصمیم در مورد طرح‌ها، تهیه و تدارک ملزومات و وسایل مورد نیاز شهرداری تهران با رعایت اصول صرفه جویی و صلاح شهرداری ودر چارچوب هدف‌های کلی
- نظارت بر تهیه استانداردها و معیارهای مختلف کار و ابلاغ آن‌ها به واحدها و کنترل آن به منظور حصول اطمینان از اجرای صحیح آن‌ها
- نظارت بر حسن اجرای مأموریت محوله و اداه امور سازمان‌های تحت بررسی
- بررسی پیشنهادها برنامه‌های تنظیم شده توسط واحدهای تابعه و در صورت لزوم انجام اصلاحات ضروری با در نظر گرفتن سیاست‌ها و هدف‌های کلی شهرداری تهران راهنمایی، آموزش و صدور دستورهای لازم به مدیران واحدهای تحت سرپرستی در زمین امور محوله و همچنین تشکیل جلسات مرتب با آنها به منظور رفع مشکلات و تنگناهای موجود در جهت ایجاد هماهنگی هر چه بیشتر[۱۵]
- انجام بازرسی‌ها لازم از واحدهای تابعه و اخذ گزارش‌ها کتبی به منظور کنترل واحدهای تحت سرپرستی
- همکاری و هماهنگی و همفکری با سایر معاونان شهرداری در جهت پیشبرد اهداف و سیاست‌های شهردای تهران
- نظارت و اتخاذ تصمیم در مورد بررسی و حسابرسی حساب‌های هزینه و درآمد شهرداری بر اساس مقررات و قوانین مالی و جاری جهت حفظ حقوق و منابع مالی و شهرداری تهران

راهبردها و ماموریت‌ها
معاونت مالی و اقتصاد شهر برای تنظیم ماموریت‌ها؛ راهبردهای چندگانه‌ایی اعم از «پایدارسازی منابع درآمدی»، «توسعه مشارکت و سرمایه‌گذاری»، «تنوع‌بخشی به روش‌های تأمین منابع مالی»، «توسعه نظام کسب درآمد ناشی از اقتصاد شهری»، «حصول اطمینان از اقدامات قانونی، صحت عمل، کاهش تخلفات و ارتقاء پاسخگویی در منابع و مصارف»، «افزایش بهره‌وری و کارایی نیروی انسانی حوزه مالی و اقتصاد شهری»، «چابک‌سازی سیستم»، «توسعه اشراف اطلاعاتی و تصمیم‌گیری» و … را پی می‌گیرد و همچنین عمده ماموریت‌های کلان این معاونت به شرح زیر است.
- تأمین منابع مالی و کسب درآمد
- ثبت و ضبط حساب‌ها و گزارشگری مالی
- مدیریت بر هزینه شهرداری تهران
- ارتقا اقتصاد شهر

## اداره‌های کل
معاونت مالی و اقتصاد شهری از شش اداره کل اداره کل «تشخیص و وصول درآمد»، «امور مجامع، شوراهای سازمان‌ها و حسابرسی»، «امور مالی و اموال»، «دفتر برنامه‌ریزی و هماهنگی امور اقتصادی»، «پشتیبانی»، «خزانه داری» تشکیل شده‌است.

### تشخیص و وصول درآمد
کسب و تأمین درآمدهای پایدار از چالش‌ها موضوع‌های مدیریت شهری نیم قرن اخیر (۱۳۵۰–۱۴۰۰) بوده‌است. مستند به گزارش‌هایی نخستین تکاپوهای برای تأمین درآمدهای پایدار شهرداری تهران به اواخر دهه چهل خورشیدی بازمی‌گردد. سال ۱۳۴۷ قانون نوسازی و عمران شهرداری تهران تصویب می‌شود و شهردار وقت مکلف به ایجاد نهاد «نوسازی»، «درآمدهای عمومی» در مجموعه مدیریت شهری می‌شود از اوائل دهه پنجاه خورشیدی با یکی شدن دو اداره کل یاد شده در نهایت «اداره کل درآمد» شکل گرفت. این نهاد تا اوائل دهه هفتاد خورشیدی مسئولیت تأمین درآمدهای عمومی از رهگذر عوارض نوسازی و دیگر عوارض‌های خدمات شهری اقدام به تأمین بخشی از درآمدهای مدیریت شهری کرد.در دهه هفتاد به عنوان «اداره کل درآمد و خودکفایی» فعالیت کرد در نهایت از نیمه دهه هشتاد با بسط و گسترش فعالیت‌های اداره کل یاد شده در حوزه تشخیص، شناسایی و رصد منابع درآمدی جدید شهرداری تهران به عنوان تشخیص و وصول درآمد تاکنون (۱۴۰۱)فعالیتش را دنبال کرده‌است.
منابع درآمدی شهرداری
یکی از منابع درآمدی شهرداری تهران، دریافت عوارض و بهای خدمات شهری از شهروندان است. مستند به تبیین‌های حقوقی از جمله تصریح ماده هفتاد و یک قانون تشکیلات وظایف و انتخابات شوراهای اسلامی کشور و انتخاب شهرداران، عوارش عبارت از مبلغی است که شهرداری از اشخاص حقیقی و حقوق مطابق اختیارات قانونی برای تأمین مخارج عام و خاص و با اعمال سیاست‌های تشویقی یا بازدارنده دریافت می‌کند. به عبارت دیگر از عوارض به عنوان معادل مالیات‌های محلی
یاد می‌شود؛ وجوهی دریافتی شهرداری‌ها بابت خدمات عام به مردم است.درآمدهای مستقیم یا غیر مستقیم شهرداری که در قبال خدمات به شهروندان تأمین می‌شود عبارت است از
1. عوارض عمومی.
2. عوارض اختصاصی.
3. بهای خدمات.

مستند به بررسی‌های انجام شده، امکان تأمین همه هزینه‌های شهر از طریق درآمدهای یادشده نیست بر همین اساس ناگزیر شهرداری از جمله شهرداری تهران برای تحقق درآمد پایدار اقدام‌هایی را انجام می‌دهد. شهرداری تهران بر اساس طرح جامع درآمدهای پایدار از سال ۱۳۸۶ به دنبال پایدار کردن منابع درآمدی بوده‌است؛ طرح جامع درآمدهای پایدار براساس سند چشم‌انداز شهر تهران تهیه و اجرایی شده‌است. یکی از تعاریفی که در خصوص درآمدهای پایدار مطرح شده‌است آن دسته از درآمدهای شهرداری را که خصایص زیر را داشته باشند و برای وصول آن بتوان برنامه‌ریزی‌های اجرایی لازم را تعریف کرد به عنوان درآمد پایدار معرفی نموده‌اند و دارای مشخصات زیر باشد.
- تداوم پذیری (دارای ثبات بودن و حداقل در کوتاه مدت دچار نوسانات شدید نشوند)
- مطلوب بودن (کسب درآمد از آن محل موجب ارتقاء رویکرد عدالت محوری شود و به ساختارهای زیست‌محیطی، کالبدی، اجتماعی و اقتصادی شهر لطمه وارد نیاورد)
- انعطاف‌پذیری (پایه درآمدی در طی زمان بزرگ شود و همپا با گسترش مخارج گسترش یابد تا از مضیقه مالی اجتناب شود)

از جمله درآمدهای پایداری که در حال حاضر در میان ردیف‌های درآمدی شهرداری وجود دارد، «عوارض نوسازی و عمران شهری»، «عوارض کسب و پیشه»، «عوارض سالیانه خودرو»، «بهای خدمات مدیریت پسماند» و نظایر این می‌باشد. داوری بررسی حل اختلاف‌های شهروندان و شهرداری بر سر عوارض، کمسیون ماده هفتاد و هفت است.
کمسیون ماده ۷۷
ماده هفتاد و هفت قانون تشکیل شهرداری‌های، بر اختلاف‌ها و تعارض‌های احتمالی میان شهروند و شهرداری بر سر مسئله عوارض چاره‌اندیشی کرده‌است وکمیسیونی را به این منظور از سوی قانون گذار در قانون دیده شده‌است؛ از این مرجع داوری اختلاف بر سر عوارض میان شهروند و شهردار به عنوان کمیسیون ماده هفتاد و هفت یاد شده‌است. برای تحقق بی‌طرفی اعضای آن از میان نهادهای مختلف انتخاب می‌شود و اعضاء آن عبارتند از نمایندگان وزارت کشور، دادگستری و شورای اسلامی شهر. رای صادره از این مرجه حل اختلاف قطعی است؛ از سوی اداره ثبت به اجرا در می‌آید. ناظر بر مفاد این قانون و ضوابط، فرد، شهروند یا به تعبیر حقوقی مودی برای اعتراض به رای کمیسیون می‌تواند در دیوان عدالت اداری طرح شکایت کند. حق اعتراض به رای کمیسیون ماده ۷۷ در دیوان عدالت اداری هم برای اشخاص حقیقی و حقوقی حق خصوصی وجود دارد؛ اما اشخاص حقوقی حقوق عمومی مشمول شرایط و سازو کاری دیگری برای طرح شکایت هستند.
مستند قانونی این کمیسیون هم ماده ۷۷ قانون شهرداری‌ها - اصلاحیه مصوب بهمن‌ماه ۱۳۴۵ است. این ماده تصریح دارد؛
رفع هرگونه اختلاف بین مودی و شهرداری در مورد عوارض به کمیسیونی مرکب از نمایندگان وزارت کشور و دادگستری و انجمن شهر ارجاع می‌شود و تصمیم کمیسیون مزبور قطعی است. بدهی‌هایی که طبق تصمیم این کمیسیون تشخیص داده شود، طبق مقررات اسناد لازم‌الاجرا به وسیله اداره ثبت قابل وصول می‌باشد. اجرای ثبت مکلف است بر طبق تصمیم کمیسیون مزبور به صدور اجرائیه و وصول طلب شهرداری مبادرت نماید. در نقاطی که سازمان قضایی نباشد، رئیس دادگستری شهرستان یک نفر را به نمایندگی دادگستری تعیین می‌نماید و در غیاب انجمن شهر انتخاب نماینده انجمن از طرف شورای شهرستان به عمل خواهد آمد.

ساختار و وظایف
اداره کل تشخیص و وصول درآمد از معاونت‌های «تشخیص منابع»، «نوسازی»، «فنی و ممیزی»، «درآمدهای عمومی»، «مالی و اداری» و همچنین دو حوزه مطالعات کارشناسی و مدیریت و روابط عمومی تشکیل شده‌است. جزئیات شرح مأموریت این اداره کل از طریق پرتال سازمانی در دسترس است. برخی از وظیفه‌های کلی اداره تشخیص و وصول درآمد شهرداری تهران به شرح زیر است.
- تهیه نقشه ممیزی املاک در محدوده و خارج از محدوده شهر تهران و رسیدگی به طرح‌هایی که در این زمینه تهیه می‌گردد
- تنظیم صورت املاک و ساختمان‌های دولتی و عمومی، بررسی و ارزیابی آنها، تعیین ضوابط لازم در جهت دریافت عوارض املاک مزبور
- تشخیص میزان عوارض دریافتی، معافیتها. و محاسبه آنها و کوشش در دریافت بموقع این عوارض
- کوشش در ثبت تغییرات املاک و تهیه و نگهداری آمارهای مربوط به منظور دستیابی برآنها
- دریافت عوارض نخستین بار وسائط نقلیه و تنظیم فهرست کلیه وسائط نقلیه و تعیین میزان عوارض سالانه آنها و اقدام در مورد دریافت به موقع عوارض آنها
- ایجاد ارتباط با کلیه واحدهایی که قسمتی از درآمد آنها به شهرداری واگذار می‌گردند، وصول به موقع این قسمت از درآمد واحدهای مزبور و همچنین ایجاد ارتباط با کلیه اتحادیه‌های صنفی به منظور تعیین میزان عوارض کسب صنوف مختلف
- شناسایی و تشخیص و اعلام واحدهایی که باید از معافیت استفاده نمایند
- صدور اجرائیه و ابلاغ آن به مالکین و همچنین سعی در وصول به موقع عوارض کسب و پیشه و کلیه عوارض مربوط به درآمدهای مستمر و غیرمستمر
- نگهداری و کنترل حساب‌های درآمد شهرداری و تنظیم صورتحساب و ترازنامه مربوط به فعالیتهای اداره کل درآمد
- تنظیم گزارش‌ها لازم توجیهی از فعالیتهای واحد مربوط جهت مقامات مافوق به منظور آشنائی مسئولان با چگونگی جریان امور و کمک به تصمیم‌گیری ایشان
- مطالعه و بررسی و شناخت منابع جدید درآمد و تهیه و تدوین روشهای وصولی آن و کنترل و نظارت بر اجرای دستورالعملها و آیین‌نامه‌ها و ضوابط اجرایی مربوط

### اداره کل امور مجامع و حسابرسی
نهاد مدیریت شهری، همزمان با رشد و گسترش شهر و تحولات شهری نیز طی چند دهه بسط و گسترش یافت؛ تعدد و تنوع سازمان‌های مدیریت شهری به دلیل عدم بهره‌وری مؤثر و موازی‌کاری بدل به چالشی برای مدیریت شهری شد. از همین‌رو ضرورت افزایش بهره‌وری و همچنین اجتناب از موازی‌کاری و الزام سازمان‌ها به فعالیت در حوزه‌های تعریف شده در اوائل دهه هشتاد خورشیدی مدیران وقت شهرداری را به صرافت تأسیس دبیرخانه‌ای برای سامان‌دهی و بهره‌وری امور مجامع و شوراهای سازمان‌ها انداخت. این نهاد در نیمه دهه هشتاد خورشیدی با بسط و گسترش حوزه مأموریت و فعالیت‌هایش به «اداره کل» امور مجامع و شوراهای سازمان‌ها ارتقاء یافت و مأموریت حسابرسی نهادهای مدیریت شهری هم به آن سپرده شد.
ساختار و ماموریت‌ها
اداره کل امور مجامع و شوراهای سازمان‌هاو حسابرسی از معاونت‌های «بررسی‌های مالی و بودجه»، «سیستم‌ها و روش‌ها»، «امور مجامع و ارزیابی عملکرد»، «مشاوران مالیاتی، بیمه‌ای و حقوقی» تشکیل شده‌است. شرح تکالیف هر یک از معاونت‌ها به تفکیک از طریق پرتال سازمانی معاونت مالی و اقتصاد شهری تهران در دسترس است. برخی از وظایف مصوب این نهاد به شرح زیر است.
1. جمع‌آوری کلیه سوابق، اساسنامه‌ها، آیین‌نامه‌ها و مصوبات قانونی در رابطه با مأموریت‌های شرکت‌ها و سازمان‌ها
2. همکاری با سازمان‌ها و شرکت‌ها درخصوص انجام تشریفات قانونی شرکت‌های در حال انحلال و در جریان تصفیه
3. انجام خدمات مشاوره مالیاتی و حقوقی و نیز رسیدگی به مغایرت حساب‌های فی مابین سازمان‌ها و شرکت‌ها
4. بررسی ترازنامه و گزارش‌های مالی و تطبیق عملکرد با بودجه مصوب و پیگیری در اخذ گزارش‌های بازرسی و حسابرسی شرکت‌ها و سازمان‌ها
5. انجام بررسی‌های لازم و تطبیق کلی طرح‌ها و برنامه‌های بلند مدت، میان مدت و کوتاه مدت شرکت‌ها و سازمان‌ها با برنامه کلان شهرداری تهران
6. بررسی و جمع‌بندی اقتصادی فعالیت‌های شرکت‌ها و سازمان‌ها و ارزیابی عملکرد آنها جهت کمک به رتبه‌بندی شرکت‌ها و سازمان‌ها
7. بررسی سیاست‌ها و روش‌های مالی و اداری مورد عمل در شرکت‌ها و سازمان‌ها به منظور اصلاح و بهبود آنها با همکاری واحدهای ذیربط
8. هدایت و نظارت در تهیه و تنظیم بودجه شرکت‌ها و سازمان‌ها در خصوص حصول اهداف کلان شهرداری تهران
9. تهیه و تنظیم بودجه تجمیعی و تلفیقی سازمان‌ها و شرکت‌ها

### امور مالی و اموال
اداره کل مالی و اموال بر ساز و کارهای مالی و نیز اموال مجموعه شهرداری تهران نظارت و رسیدگی دارد. این اداره کل دربرگیرنده معاونت‌های «امور ذی‌حساب و امور ممیزی»، «انبار و اموال»، «حسابداری مرکزی»، «نظارت مالی» تشکیل شده‌است که برای انجام تعهدات اداری و کاری از سامانه‌هایی نظیر «سامانه حقوق و دستمزد»، «سامانه بارکد اموال»، «سامانه قبوض»، «سامانه جامع معاملات»، «سیستم تنخواه» و بهره می‌برد. شرح ماموریت‌ها به تفکیک معاونت‌ها از طریق پرتال سازمانی در دسترس است. برخی از وظیفه‌های امور ذی‌حساب، اموال و خزانه‌داری این اداره کل به ترتیب به شرح زیر است.
- تطبیق و کنترل تعهدات اعتباری با درخواست اولیه و تطبیق کلیه اعتبارات پروژه‌های اجرایی با موضوع موافقتنامه‌های مبادله شده
- رسیدگی و تأیید و امضاء کلیه اسناد مناقصات و مزایده‌ها از مرحله چاپ متن آگهی مناقصه و مزایده تا برآورد اولیه پیمان
- عضویت در کمیسیون مشارکت‌ها، کنترل بهاء آورده‌های طرفین و تأیید و امضاء کلیه قراردادهای مشارکتی در چارچوب اختیارات تفویضی به واحد اجرایی
- بازرسی و کنترل اموال مناطق ۲۲ گانه و واحدهای ستادی
- کارشناسی و تعیین تکلیف اموال اسقاط واحدهای تابعه شهرداری تهران
- تهیه و تنظیم پیش‌بینی بودجه سال آینده
- تجزیه و تحلیل صورت‌هالی مالی اداره‌کل امور مالی و اموال
- کلیه امور مربوط به تنظیم، ثبت و نگهداری حساب‌های شهرداری تهران
- ورود اطلاعات بودجه سالانه در سیستم و نگهداری و ثبت اصلاحات در طی سال
- تهیه گزارش‌های سه و شش‌ماهه و سالانه و با جزئیات دریافت‌ها و پرداخت‌های انجام شده به ریز مناطق و واحدها و به تفکیک هزینه‌ای، رفت و روب، دیون سنواتی، سرمایه‌ای و املاک به همراه گزارش‌ها حسابداری مرکزی، تسهیلات و بازپرداخت وام‌ها و تسهیلات در دست اقدام
- تهیه گزارش‌ها مربوط به توافقات فی‌مابین شهرداری تهران و قرارگاه خاتم‌الانبیاء
- تهیه کلیه گزارش‌ها مناطق و واحدها به‌صورت مجزا و کلی مربوط به اعتبارات غیرنقد ابلاغی شهرداری تهران

### برنامه‌ریزی و هماهنگی اقتصادی
دفتر برنامه‌ریزی و هماهنگی امور اقتصادی تازه‌ترین نهاد تأسیس شده در شهرداری تهران است که سال ۱۴۰۰ بنیاد گذاشته شده‌است. این اداره متشکل از دو معاونت پایش و بهسازی سیاستهای اقتصادی، برنامه‌ریزی و هماهنگی امور اقتصادی است.

### پشتیبانی
اداره کل پشتیبانی در شهرداری تهران ذیل معانت مالی و اقتصاد شهری تعریف شده‌است؛ از تلفیق دو اداره کل تدارکات و خدمات ایجاد شده‌است. این نهاد مسئولیت تأمین اقلام سرمایه‌ای شهرداری تهران و خرید اقلام مصرفی واحدهای ستادی و همچنین تأیید آن را در سایر مجموعه‌های وابسته را برعهده دارد. وظیفه نگهداشت از حدود شصت ساختمان ستادی شهرداری تهران و ارائه خدمات نظافت، پذیرایی و موتوری این واحدها نیز برعهده این اداره کل است. انجام امورات فنی، تأسیساتی و فضای سبز ساختمان‌های شهرداری تهران از دیگر تعهدات این اداره کل عنوان شده‌است. این اداره کل از معاونت‌های «خدمات»، «مالی و پشتیبانی»، «برنامه‌ریزی و منابع انسانی»، «اداره حقوقی و تنظیم قراردادها»، «ایمنی، بهداشت و محیط زیست»(HSE) تشکیل شده‌است. برخی از تکلیف آن به شرح زیر است.
- تأمین خودرو :ارائه خدمات خودرویی به مدیران و کارکنان شهرداری تهران از طریق خودروهای ملکی و استیجاری
- خدمات عمومی: ارائه خدمات مربوط به پذیرایی و نظافت در ساختمان‌های تحت پوشش
- نگهداشت ساختمان‌ها: نگهداری از ساختمان‌های شهرداری تهران اعم از انجام کلیه امور مربوط به تجهیزات ساختمانی از قبیل آب، برق، تلفن، آسانسور، فن کوئل و دستگاه‌های تأسیسات حرارتی و برودتی.
- تأمین اقلام: تأمین اقلام مصرفی و سرمایه‌ای واحدهای ستادی شهرداری تهران و تأیید اقلام سرمایه ای مناطق
- امورات فنی: انجام امور تأسیسات و فنی در سطح ساختمان‌های شهرداری تهران

### خزانه داری
اداره کل خزانه‌داری نهادی برای تجمیع درآمدهای شهرداری تهران است. این نهاد از سه معاونت «منابع و تأمین مالی»، «حسابداری خزانه و مدیریت نقدینگی»، «تعهدات مالی و پرداخت‌ها» تشکیل شده‌است. از این نهاد انجام کارهای زیر  انتظار می‌رود.
- هماهنگی بین ادارات زیرمجموعه در خصوص برنامه‌ریزی، پایش، پیگیری و وصول انواع منابع و مصارف آن‌ها و حسابداری
- هماهنگی و مدیریت ارتباط با سایر ادارات معاونت و سایر ذینفعان خارجی
- ارائه سیاست‌های بالادستی برای برنامه‌ریزی و پایش مصارف و بدهی‌ها
- توزیع و پیگیری نامه‌ها و درخواست‌های بیرونی به زیرمجموعه
- نظارت و تفریغ بودجه و مدیریت نقدینگی و گزارشگری عملکرد
- تأیید اسناد برنامه و گزارش‌های ادارات زیر مجموعه و اخذ مصوبه از مراجع بالاتر

## سازمان‌ها و شرکت‌ها
سازمان‌های «سرمایه‌گذاری و مشارکت‌های مردمی» و «املاک و مستغلات» و شرکت «سرمایه‌گذاری شهر» از دیگر واحدها و نهادهای تابعه معاونت مالی و اقتصاد شهر، شهرداری تهران است.

### سرمایه‌گذاری و مشارکت‌های مردمی
تحقق حداکثری ماموریت‌های مدیریت شهری، همیاری و مشارکت و سرمایه‌گذاری مردم و بخش خصوصی را نیز می‌طلبد. به طو کلی نخستین تلاش و پویش برای جذب سرمایه‌گذاری‌های خارجی در مناسبات اقتصادی ایران به نیمه دهه پنجاه بازمی‌گردد که سازمان سرمایه‌گذاری و کمک‌های فنی ایران در دوره پهلوی دوم به سال۱۳۵۴ تأسیس شد. فارغ از این تبیین کلی جذب سیاست‌گذاری‌های خارجی در اقتصاد ایران ذیل یک سازمان، در مجموعه شهرداری تهران ایده جذب سرمایه‌گذاری بخش خصوصی و مشارکت‌هتی مردمی به نیمه دهه شصت خورشیدی بازمی‌گردد و در فاصله سال‌های ۱۳۶۶–۱۳۷۷ شماری قراردادهای مشارکتی با افراد حقیقی و حقوقی در عمران و نوسازی شهر تهران منعقد شد در حالی که سازد و کاری اداری و حقوقی برای این نوع همکاری‌های تعریف نشده بود. سال ۱۳۸۲ به خواست شهردار وقت تهران، برای تحقق سیاست خودکفایی و جلب مشارکت شهروندان و سرمایه گذاران داخلی و خارجی، مجوز تأسیس سازمان سرمایه‌گذاری و مدیریت پروژه‌های مشارکتی صادر شد. در همان زمان بود که اساسنامه سازمان نیز تدوین و به شهرداری تهران ابلاغ شد.
کلیه امور مشارکتی در قالب طرح‌های مختلف توسعه شهری، عمرانی و خدماتی بر عهده این سازمان است. در فاصله سال‌های ۱۳۸۵ تا ۱۳۹۴ پس از تثبیت جایگاه سازمان سرمایه‌گذاری در مجموعه شهرداری تهران و فرآیندهای مربوط به سرمایه‌گذاری و مشارکت بر روی املاک متعلق به شهرداری و نیز بخش خصوصی تدوین و تصویب شد. دستورالعملی در راستای تبیین فرایند انجام کار و نحوه تشکیل هیئت‌های اجرایی مناطق به منظور مدیریت یکپارچه و ساماندهی پروژه‌های مشارکتی در حوزه سرمایه‌گذاری مناطق، ابلاغ شد که موجب ایجاد وحدت در سازمان و مناطق بیست و دوگانه شد.
ارکان و ماموریت‌ها
سازمان سرمایه‌گذاری و مشارکت‌های مردمی به صورت شورایی و زیر نظر هیئت مدیره فعالیت می‌کند و ریاست شورای سازمان سرمایه‌گذاری و مشارکت‌های مردمی به عهده شهردار تهران است. این سازمان به ریاست مدیرعامل و معاونت‌های «مالی و اداری»، «امور مهندسی و مدیریت پروژه»، «مشارکت‌ها و خدمات سرمایه‌گذاری»، «برنامه‌ریزی و توسعه مشارکت‌ها» فعالیت می‌کند.
برخی ماموریت‌های این سازمان به شرح زیر است.
- سیاست گذاری و تعیین خط مشی‌ها و تدوین راه کارهای اجرایی افزایش سرمایه‌گذاری و جلب مشارکت سرمایه گذاران
- ارتقاء کمی و کیفی، تسهیل و تسریع در اجرای پروژه‌های اقتصادی، عمرانی، اجتماعی و تفریحی و فرهنگی
- نوآوری و تنوع بخشی به زمینه‌های فعالیت‌های اقتصادی و ایجاد ظرفیت جدید سرمایه‌گذاری در شهر تهران
- ایجاد زمینه‌های لازم برای تسهیل در امر سرمایه‌گذاری به منظور اجرای پروژه‌های عمرانی، اقتصادی
- بررسی و مطالعات لازم جهت چگونگی مشارکت، شناخت پروژه‌های قابل مشارکت با سرمایه گذاران و انجام کلیه مراحل مرتبط با اجرا
- تدوین الگوهای مدیریتی و استفاده از اراضی مستحدثات، پروژه‌های نیمه تمام متعلق به شهرداری تهران با تهیه و تملک زمین و اموال غیرمنقول از طرق مقتضی از جمله خرید، فروش، بهره‌برداری، معاوضه، اجاره جهت
- اجرای پروژه‌ها و قراردادهای مشارکت با هماهنگی سازمان املاک و مستغلات و سایر مراجع مربوط با اشخاص حقوقی و حقیقی و تأمین نیازهای این سازمان، مناطق شهرداری، سازمان‌ها، شرکتها، موسسات وابسته و تابعه
- ارائه انواع خدمات مشاوره ای و نظارتی در چارچوب مأموریت‌های سازمان
- سرمایه‌گذاری و جلب مشارکت سرمایه گذاران داخلی و خارجی اعم از اشخاص حقیقی و حقوقی، بانکها و سایر نهادهای مالی در قالب ترتیبات قراردادی مشخص در چارچوب اهداف اساسنامه
- نظارت بر رعایت و اجرای سیاست‌ها، اولویت‌ها، توسط مناطق شهرداری و سایر موسسات، سازمانها و شرکت‌های وابسته و تابعه شهرداری تهران و ارزیابی عملکرد ایشان
- سرمایه‌گذاری، خرید، ایجاد، توسعه، فروش یا واگذاری و اجاره انواع شرکت‌ها، موسسات، واحدهای اقتصادی تولیدی، ساختمانی، مالی، خدماتی یا در پروژه‌ها و هرگونه اموری که به نحوی با انجام فعالیت‌های فوق مرتبط باشد.
- انجام معاملات ارزی و ریالی، انتشار، خرید و فروش سهام، اوراق بهادار و اوراق مشارکت که طبق قوانین و مقررات جاری کشور قابل خرید و فروش است.

### املاک و مستغلات
سازمان املاک و مستغلات شهرداری، همچنان که از نام آن بر می‌آید بر املاک شهرداری نظارت دارد و هم نیازهای این نهاد مدیریت شهری برای ملک تأمین می‌کند. سابقه تأسیس این نهاد به سال ۱۳۵۲ خورشیدی بازمی‌گردد. در اوائل دهه نود خورشیدی، تشکیلات پیگیری امور نهادها و سازمان‌های معاونت امور مناطق هم با این نهاد یکی شد و سرانجام با همین عنوان کنونی به فعالیتش ادامه داد. این نهاد طی قریب شصت سال فعالیت (۱۳۵۲–۱۴۰۱) در حوزه ماموریت‌ها و فعالیت‌های متنوعی را از سرگذرانده است.
ساختار و ماموریت‌ها
این سازمان از چهار معاونت «املاک و بهره‌برداری»، «حقوقی و قراردادها»، «هماهنگی امور نهادها و مناطق» و «مالی و پیشتیبانی» تشکیل شده‌است. همچنین در هر یک از مناطق بیست و دوگانه شهرداری تهران یک اداره املاک و مستغلات فعالیت می‌کند. برخی از مهمترین وظایف این سازمان به شرح زیر است.
- خرید، فروش، اجاره و استیجاره املاک و مستغلات مورد نیاز طرح‌های توسعه شهری مرتبط با مأموریت‌های قانونی شهرداری تهران با لحاظ کلیه حقوق مادی و معنوی املاک یاد شده در چارچوب قوانین و مقررات موضوعه
- انجام هماهنگی با سایر مراجع مربوط در شهرداری تهران به منظور احقاق حقوق ملکی املاک و مستغلات متعلق به شهرداری تهران و رفع مشکلات قانونی و ثبتی املاک و مستغلات یاد شده در چارچوب قوانین و مقررات موضوعه
- حفاظت، تعمیر و نگهداری املاک شهرداری تهران و به‌طور کلی مدیریت املاک در اختیار سازمان.
- انجام مطالعات کاربردی و بررسی‌های اقتصادی، فنی و مدیریتی لازم و نیز نظارت و پی‌گیری کلیه برنامه‌ها و فعالیت‌های مورد نیاز در جهت تحقق اهداف سازمان.
- انجام معاملات، داد و ستد و انعقاد قراردادهای لازم در ارتباط با موضوع فعالیت سازمان در چارچوب قوانین و مقررات موضوعه
- همکاری با سایر واحدهای اجرایی ذیربط در شهرداری تهران جهت سرمایه‌گذاری و مشارکت اشخاص حقیقی و حقوقی در پیشبرد طرحهای توسعه شهری در ارتباط با موضوع فعالیت سازمان در چارچوب قوانین و مقررات موضوعه
- مدیریت معاوضه تراکم مجاز در چارچوب ضوابط و مقررات حاکم بر طرح‌های تفصیلی مناطق شهری و سایر قوانین و مقررات شهرسازی به ویژه مصوبات شورای اسلامی شهر تهران

### شرکت سرمایه‌گذاری شهر
شرکت سرمایه‌گذاری شهر نهاد متولی سرمایه‌گذاری در مدیریت شهری است. این نهاد در حوزه‌های سرمایه‌گذاری، بازرگانی، توسعه پروژه‌های عمرانی شهرداری تهران فعالیت دارد. شرکت، سال ۱۳۷۱ با عنوان «بازار شهر» تثب و فعالیتش را آغاز کرد، از سال ۱۳۸۲ تاکنون (۱۴۰۱) هم با همین نام فعالیت می‌کند.
ساختار و ماموریت‌ها
این نهاد به صورت هیئت امنایی و با ریاست، مدیرعامل فعالیت می‌کند؛ از دو معاونت «مالی و اداری» و «بازرگانی» تشکیل شده‌است و همچنین دو کمیسیون معاملات و کمیته فنی و بازرگانی از دیگر ارکان شرکت سرمایه‌گذاری شهر است. برخی از ماموریت‌های این نهاد به شرح زیر است.
- فراهم آوردن منابع سرمایه ای داخلی و خارجی آسان و پر بازده
- ایجاد ساختار تخصصی برای انجام مطالعات امکان‌سنجی، اقتصاد سازی و قابل بانک کردن پروژه‌های مختلف شهری
- فراهم آوردن پایگاه اطلاعات از محصولات، تولیدکنندگان و تأمین کنندگان داخلی و خارجی
- فراهم آوردن ساختار تخصصی امکان‌سنجی تا اجرا به نحو مطلوب
- مطالعات، طراحی و اجرای پروژه‌های شهری